# Jan Verduijn
Jan Verduijn (7 februari 1997) is een voormalig Nederlands profvoetballer die als aanvaller bij RKC Waalwijk speelde.

## Carrière
Jan Verduijn maakte zijn debuut voor RKC Waalwijk in de Eerste divisie op 12 augustus 2016, in de met 1-0 verloren uitwedstrijd tegen FC Emmen. Hij speelde in totaal negen competitiewedstrijden voor RKC, en één bekerwedstrijd. Na een seizoen vertrok hij naar FC 's-Gravenzande, wat in de Hoofdklasse uitkomt.

### Statistieken
| Seizoen                    | Club           | Land           | Competitie     | Competitie | Competitie | Beker | Beker | Totaal | Totaal |
| Seizoen                    | Club           | Land           | Competitie     | Wed.       | Dlp.       | Wed.  | Dlp.  | Wed.   | Dlp.   |
| -------------------------- | -------------- | -------------- | -------------- | ---------- | ---------- | ----- | ----- | ------ | ------ |
| 2016/17                    | RKC Waalwijk   | Nederland      | Eerste divisie | 9          | 0          | 1     | 0     | 10     | 0      |
| Carrièretotaal             | Carrièretotaal | Carrièretotaal | Carrièretotaal | 9          | 0          | 1     | 0     | 10     | 0      |
| Bijgewerkt op 17 juli 2018 |                |                |                |            |            |       |       |        |        |